# Zyta
Zyta – imię żeńskie wywodzące się od pospolitego wł. zitta, z łac. zita, oznaczającego „dziewczynę”. Chrześcijańską patronką tego imienia jest św. Zyta z Lukki, która jako jedyna wprowadziła to imię do kalendarzy. Imieniny obchodzi 27 kwietnia.

## Imienniczki
- Zyta Burbon-Parmeńska – ostatnia cesarzowa Austrii,
- Zita Funkenhauser – niemiecka florecistka,
- Zyta Gilowska – polska wicepremier i minister finansów,
- Zita Johann – amerykańska aktorka,
- Zita Kabátová – czeska aktorka,
- Zita Linker – izraelska polityk,
- Zyta Rudzka – polska pisarka,
- Zyta Oryszyn – polska pisarka.

## Postaci fikcyjne noszące imię Zyta
- Zyta Kita – postać z bajki Kurczak Mały,
- Zyta – bohaterka powieści Kazimierza Korkozowicza Przyłbice i kaptury i opartego na niej serialu telewizyjnego.